# Superliga femenina de fútbol de Venezuela 2019
La temporada 2019 de la Superliga Femenina de Fútbol de Venezuela fue la 3.ª edición de dicho torneo.
El equipo campeón clasifica a la Copa Libertadores Femenina 2020.

## Modalidad
Se había organizado el campeonato para ser jugado en dos torneosː Apertura y Clausura. No obstante, se decidió un campeonato único. Los clubes estarán divididos en dos grupos de 7 equipos, quienes jugarán el formato todos contra todos a dos ruedas. Los cuatro primeros equipos de cada grupo clasificaran a los cuartos de final para disputar el título del torneo corto.

## Equipos
Los 12 equipos participantes en la temporada 2019 de la Superliga Femenina Fútbol son los siguientes:
| Equipo                     | Ciudad         | Estadio                                |
| -------------------------- | -------------- | -------------------------------------- |
| A.C. Deportivo Lara        | Cabudare       | Estadio Farid Richar                   |
| Gran Valencia Maracay      | Maracay        | Estadio Giuseppe Antonelli             |
| Arroceros de Calabozo      | Calabozo       | Estadio Alfredo Simonpietri            |
| Atlético Venezuela         | Caracas        | Cancha Fuerte Tiuna                    |
| Caracas FC                 | Caracas        | Cocodrilos Sport Park                  |
| Deportivo La Guaira        | Los Teques     | Polideportivo El Paso "Arnaldo Arocha" |
| Estudiantes de Caracas     | Caracas        | Cancha Universidad Metropolitana       |
| Estudiantes de Mérida      | Mérida         | Guillermo Soto Rosa                    |
| Flor de Patria Fútbol Club | Valera         | Jose Alberto Pérez                     |
| Lala FC                    | Ciudad Guayana | Complejo Deportivo LALA                |
| Monagas S.C                | Maturín        | Cancha Alterna Monumental de Maturín   |
| Zulia FC                   | Maracaibo      | Cancha La Victoria                     |

### Personal e indumentaria
| Equipo                      | Capitana         | Director Técnico  | Marca Deportiva | Patrocinador                                              |
| --------------------------- | ---------------- | ----------------- | --------------- | --------------------------------------------------------- |
| A.C.C.D. Mineros de Guayana |                  | Maico Guerra      | Sport Jugados   | Gobierno Bolivariano de Bolívar                           |
| A.C. Deportivo Lara         |                  |                   | Uhlsport        |                                                           |
| Academia Puerto Cabello     |                  |                   | Uhlsport        | Alcaldía de Puerto Cabello Aruba Airlens samsung Clix BOD |
| Arroceros de Calabozo       |                  |                   |                 |                                                           |
| Atlético Venezuela          | Yeini Rosal      |                   | Givova          |                                                           |
| Caracas FC                  |                  | Gimino Tropiano   | Adidas          | Maltín Polar                                              |
| Deportivo La Guaira         | Erilyn Hernández | Edward Agustín    | Adidas          | Traki                                                     |
| Estudiantes de Caracas      | Andreína Lacruz  | Orlando Mejía     | Bethoben        | Seguros La Vitalicia                                      |
| Estudiantes de Mérida       |                  |                   | Ulter Sport     | Arant - Supplies                                          |
| Flor de Patria Fútbol Club  | Petra Cabrera    | Robert Márquez    | Kuikak Sports   | Cafe Flor de Patria                                       |
| Lala FC                     | Génesis Flores   | Domingo López     |                 | Fundación LALA                                            |
| Monagas SC                  |                  | Eberth Valdivieso | RS21            | Gobierno Bolivariano de Monagas                           |
| Zamora FC                   | Naylé Quintero   | Yllenis Pérez     | Uhlsport        | PDVSA                                                     |
| Zulia FC                    | Michelle Romero  | Liria Ferrer      | Uhlsport        | PDVSA                                                     |